# Königsbann
Der Königsbann (lateinisch bannus, seltener bannum,  von ahd. ban) ist die Regierungsgewalt eines Königs im Mittelalter.
Der Begriff Bann bezeichnet
- das Gebot und das Verbot selbst
- die für die Übertretung des Bannes festgelegten Strafen
- den Bezirk, in dem der Bann galt

Der Königsbann wird in der Rechtsgeschichte nach seinen Funktionen unterteilt in
- Heerbann (das Recht, das Heer aufzubieten),
- Blutbann (Blutgerichtsbarkeit; hierunter fallen Hinrichtungen),
- Friedensbann (der besondere königliche Schutz für Personen und Sachen),
- Verordnungsbann (die Befugnis, Rechtsnormen zu erlassen) und
- Verwaltungsbann (die ausführende Gewalt).

Per Bannleihe übertrug (verlieh) der König den Bann, vor allem den Blutbann, an Grafen oder Vögte zur Ausübung.